# أبو الرحال الأنصاري
أبو الرحال الأنصاري البصري، اسمه محمد بن خالد، وقيل خالد بن محمد، تابعي وراوي حديث ضعيف الرتبة. روى له الترمذي حديثًا.

## روايته للحديث النبوي
- روى عن: أنس بن مالك، وبشير بن يسار، وبكر بن عبد الله المزني، والحسن البصري، والنضر بن أنس بن مالك، وأبي رجاء العطاردي.
- روى عنه: حرمي بْن عمارة بْن أَبي حفصة، وحفص بن غياث، وسعدان بْن يَحْيَى اللخمي، وأبو قتيبة سَلْم بن قتيبة، وعُمَر بن عُبَيد الطنافسي، وأبو نعيم الفضل بن دكين، ومحمد بن عُبَيد الطنافسي، ومكي بْن إِبْرَاهِيم البلخي، والنضر بْن شميل، ويحيى بن سعيد القطان، ويزيد بْن بيان العقيلي، وأبو معاوية الضرير.[1]
- الجرح والتعديل: قال أبو حاتم الرازي: «ليس بقوي، منكر الحديث». وقَال محمد بن إسماعيل البخاري: «عنده عجائب»، روى له التِّرْمِذِيّ حَدِيثًا واحِدًا.[1]